# فندق القطب الشمالي
فندق القطب الشمالي، وهو فندق 4 نجوم ملحق به وكالة للسفريات في إيلوليسات بجرينلاند. يقع الفندق على بعد 2.7 كم (1.7 ميل) شمال مضيق إيلوليسات، ومنطقة المضيق مصنفة كأحد مواقع التراث العالمي من قِبل منظمة الأمم المتحدة للتربية والعلم والثقافة (اليونسكو)، وبُني الفندق عام 1984 بعد فترة وجيزة من افتتاح مطار إيلوليسات، وذلك لاستعياب السياح من ركاب طيران جرينلاند. والفندق يقع على طريق المطار، والفندق مملوك لشركة طيران جرينلاند.
الفندق بدوره يمتلك جزئياً شركة وورلد أوف جرينلاند أي عالم جرينلاند (بالإنجليزية: World of Greenland)‏، وهي شركة مقرها أيضاً في إيلوليسات. تملك طيران جرينلاند أيضاً شركة جرينلاند ترافل (بالإنجليزية: Greenland Travel)‏، وهي وكالة سفريات مقرها في كوبنهاغن.
الفندق يحتوي على 87 غرفة و5 أكواخ جليدية، مع إطلالة على خليج ديسكو و بلدة إيلوليسات. يحتوي الفندق على مطعم أولو، والذي يقدم مأكولات جرينلاندية وكذلك يضم مقهى باسم «مقهى فرديناند».